# My Last Duchess
My Last Duchess is een gedicht uit 1842 van de Engelse dichter en toneelschrijver Robert Browning (1812 - 1889). Het verscheen voor het eerst in de bundel Dramatic Lyrics, dat op zich weer deel uitmaakte van de door de schrijver zelf verzorgde serie Bells and Pomegranates.

## Historische context
Het gedicht wordt voorafgegaan door de aanduiding Ferrara. De spreker in het gedicht is waarschijnlijk Alfonso II, de vijfde hertog van Ferrara (1533–1598). Alfonso trouwde in 1558 op 25-jarige leeftijd met de dertien jaar oude Lucrezia de' Medici, dochter van Cosimo I de' Medici, groothertog van Toscane en Eleonora van Toledo. De hertog beschouwde haar als beneden zijn niveau, maar zij bracht wel een aanzienlijke bruidsschat mee. Lucrezia stierf drie jaar later, mogelijk ten gevolge van vergiftiging. De hertog dong vervolgens naar de hand van Barbara, de achtste dochter van Ferdinand I van het Heilige Roomse Rijk en Anna van Bohemen en Hongarije en een zus van de graaf van Tirol. De graaf had tot taak het huwelijk te arrangeren en stuurde Nikolaus Madruz als gezant naar de hertog om de onderhandelingen te voeren.

## Het gedicht
De hertog leidt de gezant rond in zijn woning om hem zijn verzameling kunstwerken te tonen. Zij staan stil bij een schilderij dat door een gordijn is bedekt. Als hij het gordijn wegtrekt, onthult hij het portret van zijn overleden echtgenote, gemaakt door de (fictieve) schilder Frà Pandolf. Hij nodigt zijn gast uit te gaan zitten en vertelt hem vervolgens over het karakter en de gedragingen van zijn vrouw zoals hij die ervoer. Zij was een blijmoedig en opgeruimd iemand, maar in zijn ogen wat flirterig en weinig diepgaand, met te weinig respect voor de verworvenheden en status van haar man. Al sprekend onthult hij echter meer over zijn eigen karakter. Hij doet zich kennen als een trots, jaloers, hebzuchtig en wreed persoon. Uiteindelijk werd haar gedrag hem te veel. De woorden "I gave commands; then all smiles stopped together" impliceren indirect dat hij haar dood veroorzaakte. Nu glimlacht zij alleen nog voor hem, als hij, en hij alleen, het gordijn wegtrekt. De boodschap moet voor de gezant duidelijk zijn: deze moet weten wat hij van zijn nieuwe echtgenote verwacht. 

Vervolgens hervat de hertog zijn eerdere gesprek met de gezant over de arrangementen voor het huwelijk en met name de bruidsschat. In het voorbijgaan wijst de hertog nog op een bronzen beeld van Neptunus die een zeepaard temt, speciaal voor hem gemaakt door de (eveneens fictieve) kunstenaar Claus von Innsbruck.

## Techniek
'My Last Duchess' telt 56 regels en is een veelgeroemd voorbeeld van de zogenaamde dramatische monoloog, een genre waarin Browning uitblonk. In een dergelijke monoloog is het duidelijk dat er een tweede persoon aanwezig is tot wie de spreker het woord richt. De reacties van deze tweede persoon worden echter niet in woorden weergegeven. 

Het gedicht is opgebouwd uit 'heroic couplets': groepen van steeds twee rijmende regels in jambische pentameters. Er wordt veelvuldig gebruikgemaakt van enjambementen, wat het effect van natuurlijk taalgebruik versterkt.
Schrijver en vertaler Peter Verstegen heeft het gedicht in het Nederlands vertaald onder de titel 'Mijn laatste hertogin'.